# محسن کوچه‌باغی تبریزی
محسن کوچه‌باغی تبریزی، (۱۸ دی ۱۳۰۲ – ۱۱ مرداد ۱۳۹۰) در شهر تبریز زاده شد. وی از علمای تبریز و مراجع بنام منطقه آذربایجان بود. پدر او میرزا عباسعلی کوچه‌باغی از روحانی‌های صاحب‌نام آن زمان در تبریز بود. 

## تحصیلات
دروس ابتدایی را تا ششم آن زمان در مدرسه اعتماد که بعدها به انوری تغییر نام داد به اتمام رسانید، و طی مراحلی تا دیپلم تحصیلاتش را ادامه داد. از ۱۱ سالگی دروس حوزوی را در مدرسه جامع تبریز تحصیل نمود. 
میرزا محسن کوچه‌باغی دروس مقدماتی پایه حوزوی را در ابتدا از پدر خود و به ترتیب از میرزا باقر واعظ ویجویه‌ای، علی اکبر نحوی و دیگر دروس مقدماتی مانند شرح لمعه، مغنی و شرایع را از حسین شنب غازانی، حاج سید علی مولانا، حاج حجت ایروانی به پایان برد. 
و دروس سطح حوزوی را که شامل رسائل، مکاسب و کفایه است را نزد شهیدی به پایان رساند. 
همچنین سفرهایی نیز به قم داشت و در درس و بحث نجفی و سید حسین طباطبایی بروجردی شرکت کرد.
وی دروس خارج یا عالی حوزوی را نیز تا حدودی در تبریز و قم تلمذ نمود و برای تکمیل آن راهی حوزه علمیه نجف شد و مدت ۱۰ سال در جلسات فقهی و اصولی مراجعی چون سید ابوالقاسم خویی، سید محسن حکیم، سید عبدالهادی شیرازی، حسین حلی و کاشف الغطاء شرکت نمود. و در دروس خارج سید محمدهادی میلانی در کربلا نیز شرکت می‌کرد. وی از همه استادان مذکور در عراق اجازه اجتهاد کسب نمود و در سال ۱۳۸۲ قمری به ایران برگشت. 

## تدریس
وی همزمان تحصیل به تدریس نیز می پرداخت و تا کفایه را در تبریز تدریس می‌نمود و همزمان با ورود به نجف پس از مدتی شروع به تدریس به‌طور محدود نمود و سپس به تدریس دروس خارج و گاهی نیز مکاسب نمود و همان روال تدریس را نیز در ایران ادامه داد و شاگردان زیادی داشت. سری چاپی کتاب مکاسب شهیدی حاصل تدریس وی اکنون از کتب درسی حوزه علمیه است.

## درگذشت
میرزا محسن کوچه باغی، شامگاه سه‌شنبه ۱۱ مرداد ۱۳۹۰ در سن هشتاد و هفت سالگی بر اثر کهولت سن درگذشت. وی در قطعه صدیقین وادی رحمت تبریز به خاک سپرده شده است.

## تالیفات
- ۱. ادعیه اعمال حج
- ۲. ادعیه نماز شب
- ۳. سری چاپی کتاب مکاسب آیت‌الله شهیدی
- ۴. بصائر الدرجات صفار با تجدید طبع
- ۵. اعمال حج و مدینه
- ۶.دعای شفیع المذنبین
- ۷. اجوبة الاستفتائات جلد (۱)(مصحح محمد عبدالله زاده)
- ۸. حاشیه بر عروه(مصحح محمد عبدالله زاده)
- ۹. البرهان علی وجود صاحب الزمان...

## کتابشناسی
- گلشن ابرار آذربایجان، 3 جلد، محمد الوانساز، به کوشش عبدالصمد جودتی، تحت اشراف استاد ناصر باقری بیدهندی و عبدالرحیم اباذری، قم، پژوهشکده باقرالعلوم(ع)، تابستان 1394. شابک: 3-88-5529-600-978
- آیت معرفت، چاپ تبریز، سال ۱۳۸۷، انتشارات افق دانش مولف : محمد عبد اله زاده ، شابک 2-8-91177-964-978، زندگی‌نامه آیت‌الله العظمی کوچه باغی